# Déglutition
La déglutition est l'action d'avaler. Le terme concerne aussi bien l'action d'avaler sa salive après la mise en occlusion des arcades dentaires (déglutition physiologique) que le déplacement de la nourriture mâchée ou bol alimentaire jusqu'à l'estomac. Elle fait partie de la manducation, c'est-à-dire de l'ensemble des opérations syllabiques et techniques (préhension, mastication, insalivation, déglutition) antérieures à la digestion dans le tube digestif. Elle se produit en moyenne 3 000 fois/jour chez les êtres humains.
La déglutition procède en quatre temps :
- le temps buccal (déglutition volontaire) ;
- le temps pharyngien (déglutition réflexe) ;
- le temps œsophagien ;
- le temps cardial (arrivée du bol alimentaire dans l'estomac).

## Le temps buccal

### La déglutition salivaire ou «à vide»
déglutition de type salivaire, et non alimentaire, car elle ne fait pas suite à la mastication :
- on déglutit automatiquement (réflexe) environ deux fois par minute, soit une moyenne de 3 000 bols salivaires par vingt-quatre heures ;
- une fréquence de déglutition à vide légèrement plus élevée a été observée chez les sujets de sexe masculin ;
- chez l'adulte, un peu moins d'une demi tonne de salive est déglutie par an, soit 1,5 litre de salive par jour ;
- c'est la fonction la plus fréquente, la plus énergivore et la plus importante de l'appareil manducateur (bouche) ;
- elle permet l'humidification des muqueuses buccales et pharyngiennes ;
- elle permet le drainage des sécrétions des fosses nasales et du rhinopharynx ;
- elle permet la ventilation de l'oreille moyenne par ouverture de la trompe d'Eustache ;
- par cette ouverture de la trompe d'Eustache, la déglutition salivaire permet l'équilibration des pressions de chaque côté de la membrane du tympan ;
- contrairement à la croyance populaire, un état anxieux n'engendre pas une augmentation de la fréquence de déglutition.

#### Déglutition physiologique
La déglutition physiologique concerne plus de 75 % de la population adulte :
- stabilisation des deux mâchoires par occlusion des arcades dentaires antagonistes (déglutition "en dents serrées") ;
- élévation de la langue et pression linguale contre les procès alvéolaires, facteur de croissance du massif facial chez l'adolescent ;
- la langue postérieure s'appuie sur le palais osseux et contre la paroi postérieure du pharynx ;
- élévation de l'os hyoïde et du voile du palais ;
- pendant moins d'une demi-seconde par minute, la mandibule est stabilisée par l'occlusion des dents inférieures sur les supérieures et grâce à des contractions réflexes : isométrique des muscles masticateurs et isotonique des muscles sus- et sous-hyoïdiens) (voir : Science de l'occlusion dentaire).[réf. nécessaire]

#### Déglutition atypique
La déglutition atypique concerne moins de 25 % de la population adulte :
- la langue ne s'appuie pas sur le palais osseux : le corps lingual exerce une pulsion entre les arcades dentaires, supérieure et inférieure : c'est l'interposition linguale ;
- de par cette interposition linguale inter arcades, la mandibule est relativement stabilisée pour exécuter, tant bien que mal, l'acte de déglutition salivaire : la contraction des muscles masticateurs est très limitée ;
- contraction très énergique en revanche des muscles péri-oraux, ou muscles faciaux (nerf VII, mimiques faciales) ;
- syn. déglutition infantile (elle est normale chez le nourrisson et chez l'enfant) ; déglutition dysfonctionnelle pathologique de l'adulte et souvent en relation avec une dysfonction posturale de la mâchoire inférieure et une malocclusion dentaire (infraclusion organique ou dents verticalement trop petites, encombrement dentaire ou chevauchements, migrations dentaires ou bascule des dents, etc.).

Le réflexe de déglutition atypique ne peut pas être complètement "(ré)éduqué" par logopédie (Belgique) ou orthophonie (France), et via quelques exercices quotidiens de myothérapie fonctionnelle (MTF). Une déglutition atypique peut causer un problème esthétique par migrations dentaires : la langue, en s'appuyant sur les dents lors de la déglutition ou de la phonation, peut déplacer les organes dentaires dans l'os alvéolaire. Ceci produit les fâcheuses récidives orthodontiques après traitement ODF).

### Aliments liquides
Deux phases l'aspiration par contraction du muscle orbiculaire des lèvres 
langue intercalée entre les 2 arcades
inocclusion dentaire
propulsion du liquide par tension du plancher buccal : contraction des muscles mylo-hyoïdien et génio-hyoïdien.

### Aliment solides, visqueux ou plastiques
(1) pointe de la langue vers le haut
séparation du bloc alimentaire en 2 parties contre le palais osseux
chargement de la partie à déglutir contre le dos lingual
(2) fermeture de la bouche
lèvres souples
⇒ occlusion stable
(3) contraction du plancher lingual
par élévation des muscles mylo-hyoïdien et génio-hyoïdien
⇒ contraction bilatérale et symétrique
(4) contraction de la langue
1/4 antérieur de la langue contre le palais osseux voire région rétro-incisive: prise d'appel
3/4 postérieur forme une gouttière sagittale vers le haut
⇒ déplacement du bloc alimentaire d'avant en arrière
par ondes de contraction type péristaltique
(5) tension et élévation du voile du palais
contraction des muscles péristaphylins internes et externes
(6) accolement de la langue contre le palais vélaire
transport du bol alimentaire vers l'isthme du gosier
(7) bascule de la langue vers le bas et l'arriere
( zone réflexogéne de Vassiliev : base linguale, piliers post vélaires et paroi de l'oropharynx)
éloignement du radix de la paroi post du pharynx
⇒ vide fugace
(8) écartement passif des piliers post du pharynx
(9) envoi du bol alimentaire vers l'isthme pharyngien
(10) rapprochement des piliers post du pharynx par contraction des m stylo-pharyngiens
(11) abaissement du voile du palais contre le radix
occlusion parfaite du rhino-pharynx

## Temps pharyngien

### Action de transit
(1) réappui de la langue contre les piliers post du pharynx
(2) contraction des muscles stylo-pharyngiens
Pendant le passage du bol alimentaire entre les piliers postérieurs du pharynx
rapprochement des piliers postérieurs
(3) contraction du muscle uvulaire, (anciennement muscle azygos)
bascule de la luette vers le haut et l'arrière
(4) décontraction du voile du palais
celui-ci retombe comme un voile sur la langue
(5) élévation de l'os hyoïde vers le haut et l'avant
par action des muscles mylo-hyoïdiens, génio-hyoïdiens, digastrique et stylo-hyoïdiens
(6) élévation simultanée du pharynx et du larynx
application du larynx contre la base linguale
(7) l'épiglotte est repoussée passivement au-dessus de la glotte
par bascule de la langue
(8) élargissement de l'orifice du pharynx
action combinée des muscles pharyngiens-staphylins et stylo-pharyngiens
le pharynx est raccourci et évasé : le bol est happé
action complémentaire d'une brève contraction du diaphragme
(9) contraction des muscles constricteurs du pharynx
muscle supérieur, moyen puis inférieur
contraction péristaltique en dehors de la pesanteur
(10) relâchement du muscle crico-pharyngien
sphincter pharyngo-œsophagien (ou sphincter supérieur de l'œsophage)
(11) contraction rythmique du muscle crico-pharyngien
après passage du bol alimentaire
(12) ouverture des orifices des trompes d'Eustache
par contraction des muscles péristaphylins externes

### Occlusions orificiellesréflexes
Ici, il faut catégoriquement distinguer les fonctions réflexes (automatiques) des fonctions volontaires (corticalisées, volonté de l'individu)

#### Occlusion des dents antagonistes

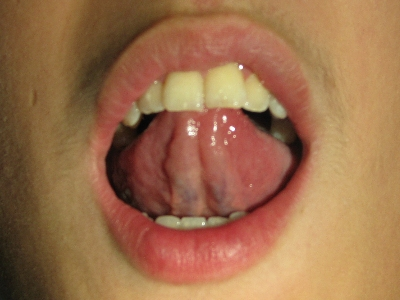
Fig. 1. déglutition salivaire physiologique, "en dents serrées". Démonstration clinique par l'enfant du positionnement réflexe de la pointe de la langue lors des fonctions buccales physiologiques. Ce stade est obtenu après augmentation de la hauteur des dents.

Permet de stabiliser la mâchoire inférieure sur la mâchoire supérieure : déglutition physiologique ou fonctionnelle, dite "en dents serrées". La pointe de la langue vient au contact de la face palatine des incisives supérieures.
Le contact, entre les dents antagonistes, stimule les propriocepteurs desmodontaux (mécanorécepteurs) afin de protéger les organes : c'est le réflexe de C.S. Sherrington (1917, Prix Nobel 1932).
Cette occlusion réflexe des dents inférieures sur les dents supérieures n'existe pas lors d'une déglutition infantile (enfants et adolescents), d'une déglutition atypique ou déglutition dysfonctionnelle (adultes) : à cause de la pulsion linguale interarcades

#### Occlusion de l'isthme du gosier
Empêche la remontée du bol alimentaire dans la cavité buccale
appui de la base et du dos de la langue contre le palais
rapprochement des piliers antérieurs du voile

#### Occlusion des fosses nasales
Appui de la langue sur la paroi post du pharynx
appui du bord libre du voile contre la membrane pharyngienne
rapprochement des piliers post du pharynx, du voile et de la luette
évite le franchissement des choanes par le bol

#### Occlusion du larynx
Interdit l'accès du bol à la trachée artère
refoulement de l'épiglotte par la racine de la langue
dilatation de la base de la langue au-dessus de la glotte
ascension du squelette laryngé
rétrécissement de la glotte
apnée de déglutition

## Temps œsophagien
Il assure le transfert des aliments du sphincter supérieur d'œsophage jusqu'au cardia grâce à une onde péristaltique qui parcourt l'œsophage de haut en bas (péristaltisme primaire). La musculature œsophagienne est répartie en deux couches, longitudinales externes et circulaires internes. Elle est constituée, dans les premiers centimètres de l'œsophage, par des fibres striées qui peu à peu sont remplacées complètement par des fibres lisses au niveau de la moitié inférieure de l'œsophage.
L'onde péristaltique fait intervenir les deux couches musculaires. La contraction des fibres longitudinales attire la portion distale d'un segment œsophagien à la rencontre du bol alimentaire. Les fibres circulaires se relâchent en aval du bol et se contractent en amont. Le péristaltisme œsophagien est plus lent que le péristaltisme pharyngé: la vitesse de l'onde œsophagienne est de 3 cm/s dans l'œsophage proximal et jusqu'à 5 cm/s dans le tiers inférieur. Le péristaltisme œsophagien peut être déclenché indépendamment du péristaltisme pharyngé : la distension des parois œsophagiennes provoque un péristaltisme dit secondaire, en dehors de la déglutition.
Contrairement au temps pharyngé, la pesanteur joue un rôle dans le transfert du bol alimentaire dans l'œsophage. Les liquides peuvent atteindre le cardia plusieurs secondes avant l'onde péristaltique. Les contractions œsophagiennes sont plus amples chez le sujet couché que chez le sujet debout. Outre la pesanteur, un deuxième facteur concourt à la propulsion des aliments dans l'œsophage thoracique. Lors de l'inspiration, il se crée une dépression intraluminale qui attire le bol alimentaire vers le bas.
La durée du temps œsophagien est bien supérieure aux deux précédentes : 2 secondes pour les liquides, 7 à 9 secondes pour les solides.

## Troubles de la déglutition
Le trouble de la déglutition, aussi appelé dysphagie, est considéré comme une maladie par la Classification internationale des maladies (CIM).
Selon une étude de Roden & Altman en 2013, un tiers des personnes âgées de plus 75 ans seraient à risque de troubles de la déglutition.